# Dianhydride éthylènetétracarboxylique
Le dianhydride éthylènetétracarboxylique est un composé organique de formule brute C6O6, qui peut être vu comme l'anhydride de l'acide éthylènetétracarboxylique (C6H4O8). Son squelette moléculaire consiste en deux cycles à cinq atomes du type du 2,5-dihydrofurane -chacun contenant un atome d'oxygène et quatre de carbone- accolés sur le côté de leur double liaison. C'est aussi un oxyde de carbone.
Ce composé et ses réactions ont été étudiés en 1967 par Jürgen Sauer, Barbra Schröder et d'autres,. La synthèse de ce composé par pyrolyse de l'acide éthylènetétracarboxylique a été publiée en 1981 par John M. Patterson et d'autres. 
Le dianhydride éthylènetétracarboxylique a été aussi obtenu en 2009 par Avat Taherpour, en pyrolysant par micro-onde de la 2,2-diméthyl-1,3-dioxane-4,6-dione (acide de Meldrum).
Le dianhydride éthylènetétracarboxylique forme une solution jaune pâle dans le dichlorométhane (CH2Cl2).